# Adrian Haas
Adrian Haas (* 2. August 1960 in Bern) ist ein Schweizer Politiker (FDP).

## Werdegang
1983 trat Haas der Jungfreisinnigen Partei der Stadt Bern bei. 1987 bis 1990 war er deren Präsident. 1990 bis 1992 war er Mitglied der Finanzkommission der Stadt Bern und 1987 bis 2002 Mitglied von Vorstand und Parteileitung der FDP der Stadt Bern. 1994 bis 2002 war er Stadtrat von Bern (Präsident der FDP-Fraktion). Von Juni 2002 bis Mai 2006 war er erstmals Mitglied des Grossen Rates des Kantons Bern. Ebenso vom 29. Februar 2012 bis 30. März 2013 (als Nachrücker des verstorbenen Christoph Stalder) und Juli 2020 bis Mai 2022. Von Juni 2006 bis Mai 2010 und von April 2013 bis Juni 2020 war er Präsident der FDP-Grossratsfraktion. 2005 bis 2024 war er Direktor des Handels- und Industrievereins (HIV) des Kantons Bern, der Berner Handelskammer. Ausserdem ist er u. a. Mitglied im Vorstand des Hauseigentümerverbands.
Er ist verheiratet, Vater eines Stiefsohns und lebt in Bern.